# ГЕС Амбукало
ГЕС Амбукало – гідроелектростанція на Філіппінах на острові Лусон. Знаходячись перед ГЕС Бінга, становить верхній ступінь в каскаді на річці Агно, яка впадає у затоку Лінгайєн на західному узбережжі острова.
В межах проекту річку перекрили кам’яно-накидною греблею із глиняним ядром висотою 129 метрів та довжиною 452 метри. Вона утворила водосховище з первісним об’ємом 327 млн м3 (в т.ч. корисний об’єм 258 млн м3), в якому припускалось коливання рівня у операційному режимі між позначками 694 та 752 метри НРМ (у випадку повені останній показник зростає до 754 метрів НРМ). Внаслідок активного надходження осаду об’єм сховища скоротився у кілька разів і станом на 2007 рік становив лише 125 млн м3 (в т.ч. корисний об’єм 53 млн м3), при цьому нижній операційний рівень зріс до 740 метрів НРМ.
Зі сховища ресурс по тунелю довжиною 0,3 км з діаметром 7 метрів подається до підземного машинного залу, а відпрацьована вода повертається у річку по відвідному тунелю довжиною 2,2 км з діаметром 5,2 метра.
У 1956-му ГЕС ввели в експлуатацію з трьома турбінами потужністю по 25 МВт. Занесення сховища осадом, котре підсилилось внаслудок землетрусу в 1990-му та наступних зсувів, призвело до припинення роботи станції починаючи з 1999 року. Після цього у другій половині 2000-х ГЕС Амбукало викупила компанія SN Aboitiz, котра провела реабілітацію та модернізацію об’єкта. Зокрема, спорудили нові водозабір, підвідний тунель та завершальну структуру відвідного тунелю (останнє було викликане зростанням рівня дна у нижньому б’єфі з 568 до 584 метрів НРМ). Повторно введена в експлуатацію у 2011 році, станція використовує три турбіни типу Френсіс потужністю по 34,9 МВт, які при напорі від 154 до 179 метрів забезпечують виробництво 305 млн кВт-год електроенергії на рік.